# Luis Fernando Tena
Luis Fernando Tena Garduño (* 20. Januar 1958 in Mexiko-Stadt) ist ein mexikanischer Fußballtrainer und ehemaliger Fußballspieler. Er ist der jüngere Bruder von Alfredo Tena, der 430 Ligaspiele absolvierte und 30 Mal für die mexikanische Fußballnationalmannschaft zum Einsatz kam.

## Laufbahn

### Spieler
Seine aktive Laufbahn begann 1976 bei Atlético Español, einem Verein aus der mexikanischen Hauptstadt, der unter diesem Namen nur zwischen 1971 und 1982 auftrat. Zeitgleich mit dessen Rückbenennung in Necaxa wechselte Tena für die Saison 1982/83 zum Aufsteiger CF Oaxtepec und danach für zwei Spielzeiten zu Mexikos populärsten Verein Chivas Guadalajara, bevor er seine aktive Karriere 1988 in Diensten des CF Atlante, dem Erzrivalen seines ersten Profivereins, ausklingen ließ.

### Trainer
Nachdem er seine Fußballstiefel an den berühmten Nagel gehängt hatte, begann er eine Tätigkeit als Fußballtrainer. Erstmals Cheftrainer war er in der Saison 1994/95 bei Cruz Azul. Mit diesem Verein gewann er – nachdem er zwischenzeitlich (1996/97) die UAG Tecos trainiert hatte – die Wintermeisterschaft der Saison 1997/98. Es war der für beinahe ein Vierteljahrhundert letzte Meistertitel von Cruz Azul. Drei Jahre später, im Winter 2000, gewann er seinen zweiten Meistertitel mit dem Club Atlético Monarcas de Morelia; der bisher einzige Titel, den die Monarcas gewinnen konnten.
In der Saison 2009/10 stand Tena bei den Jaguares de Chiapas unter Vertrag, wo er Anfang Februar 2010 aufgrund dürftiger Resultate (zwei Punkte aus den ersten vier Spielen um die Bicentenario 2010) vorzeitig entlassen wurde.
Anschließend wurde er als Assistenztrainer der mexikanischen Nationalmannschaft verpflichtet und gewann als verantwortlicher Cheftrainer der Olympiaauswahl Mexikos die Goldmedaille beim olympischen Fußballturnier 2012. Am 10. September 2013 betreute er nach der Entlassung von José Manuel de la Torre für ein Spiel die A-Nationalmannschaft.
Zwischen 2013 und 2021 betreute Tena 5 verschiedene mexikanische Vereine (darunter zum dritten Mal den Club Deportivo Social y Cultural Cruz Azul, mit dem er bei diesem Einsatz die CONCACAF Champions League 2013/14 gewann), bevor er Ende 2021 das Amt des Nationaltrainers von Guatemala übernahm.